# Filip Klikovac
Filip Klikovac (em montenegrino:  Филип Кликовац; Kotor, 7 de fevereiro de 1989) é um jogador de polo aquático montenegrino.

## Carreira
Klikovac integrou o elenco da Seleção Montenegrina de Polo Aquático que ficou em quarto lugar nos Jogos Olímpicos de 2016.